# 開智所沢小学校・中等教育学校
開智所沢小学校・中等教育学校（かいちところざわしょうがっこう・ちゅうとうきょういくがっこう）は、埼玉県所沢市松郷にある私立小学校・中等教育学校。学校法人開智学園が運営する。
国内大学への進学を見据えた普通コースに加え、国際バカロレアに準拠したIBコースが設けられている。

## 沿革
- 2007年
  - 6月13日・11月21日 - 開智学園より「東所沢への小・中・高一貫校の新設についての開発許可に関する上申書」が新キャンパス構想と共に所沢市へ提出された。
- 2021年
  - 11月19日 - 令和2年度第2回埼玉県私立学校審議会において、学校法人開智学園から新規の学校設置計画書が提出され、意見聴取がなされた。意見聴取事項として「仮称開智所沢小学校及び仮称開智所沢中等教育学校」として、設立趣旨・概要・設備概要等が協議された。
- 2023年
  - 2月7日 - 起工式
- 2024年
  - 4月8日 - 開智所沢小学校2〜5年生開校始業式及び開智所沢中等教育学校入学式開催。
  - 4月9日 - 開智所沢小学校第１回入学式開催。